# 岭脚镇
岭脚镇，是中华人民共和国广西壮族自治区梧州市苍梧县下辖的一个乡镇级行政单位。

## 行政区划
岭脚镇下辖以下地区：
岭脚社区、人和社区、廊村、古能村、岭脚村、武界村、流山村、高垌村、六秒村、大隆村、思泰村、丰田村、石龙村、麒麟村、表水村、龙潭村、人和村、丽山村、福传村、平琴村、武烈村、康宁村、金田村和车较村。